# Koninkrijk Dendi
Het Koninkrijk Dendi was een historisch land in het huidige Niger. Dendi werd in 1591 gesticht door de Songhai toen hun Songhai-rijk uiteen was gevallen. In 1618 kwam Askiya Dawud aan de macht in Dendi. Hij heerste als een tiran en liet veel mensen ombrengen, waaronder familieleden en militairen. In 1639 werd hij afgezet door zijn broer, maar die werd spoedig zelf ook afgezet.
De daaropvolgende 2,5 eeuw werd Dendi gekenmerkt door instabiliteit en diverse staatsgrepen, waardoor het land verzwakte. Dus toen de Fransen in 1901 het gebied binnentrokken, kon Dendi weinig weerstand bieden en werd het koninkrijk bij Frans-West-Afrika gevoegd. 